# Élections législatives rwandaises de 2003
Des élections législatives se déroulent au Rwanda du 29 septembre au 2 octobre 2003 afin de pourvoir les 80 sièges de la chambre basse du nouveau parlement rwandais à la suite de la mise en place d'une nouvelle constitution approuvée par référendum la même année.
Organisées à la suite de la prise du pouvoir par le Front patriotique rwandais en 1994 dans le contexte du génocide des Tutsis, il s'agit des premières législatives à avoir lieu de manière libre sous le multipartisme depuis celles organisée en 1961 sous la tutelle belge l'année précédant l'indépendance du pays.

## Mode de scrutin
La chambre des députés est la chambre basse du parlement bicaméral du Rwanda. Elle comprend 80 sièges pourvus tous les cinq ans dont 53 au scrutin proportionnel plurinominal avec liste bloquées dans une unique circonscription nationale. Après décompte des voix, les sièges sont répartis selon la méthode dite du plus fort reste entre tous les partis ou candidats Indépendants ayant franchi le seuil électoral de 5 % des suffrages exprimés.
Sur les 27 sièges restants, 24 sont réservés à des femmes et pourvus au scrutin indirect par les conseillers municipaux et régionaux des quatre provinces rwandaises et de la capitale Kigali, 2 sont élus par le Conseil national de la jeunesse et le dernier par la Fédération des associations des handicapés. Ces 27 membres élus au scrutin indirect ne doivent appartenir à aucun parti politique.

## Résultats
|                                      |                                              |                                            |                                  |                                  |        |     |  |  |  |
| Parti                                | Parti                                        | Parti                                      | Voix                             | %                                | Sièges | +/- |  |  |  |
|                                      |                                              |                                            |                                  |                                  |        |     |  |  |  |
| Coalition Front patriotique rwandais | Coalition Front patriotique rwandais         | 2 774 661                                  | 73,78                            | 40                               | Nv     |     |  |  |  |
|                                      | Front patriotique rwandais (FPR)             | 2 774 661                                  | 73,78                            | 33                               | Nv     |     |  |  |  |
|                                      | Parti démocrate centriste (PDC)              | 2 774 661                                  | 73,78                            | 3                                | Nv     |     |  |  |  |
|                                      | Parti démocratique idéal (PDI)               | 2 774 661                                  | 73,78                            | 2                                | Nv     |     |  |  |  |
|                                      | Union Démocratique du Peuple Rwandais (UDPR) | 2 774 661                                  | 73,78                            | 1                                | Nv     |     |  |  |  |
|                                      | Parti socialiste rwandais (PSR)              | 2 774 661                                  | 73,78                            | 1                                | Nv     |     |  |  |  |
|                                      | Parti social-démocrate (PSD)                 | Parti social-démocrate (PSD)               | 463 067                          | 12,31                            | 7      | Nv  |  |  |  |
|                                      | Parti libéral (PL)                           | Parti libéral (PL)                         | 396 978                          | 10,56                            | 6      | Nv  |  |  |  |
|                                      | Parti pour le progrès et la concorde (PPC)   | Parti pour le progrès et la concorde (PPC) | 83 563                           | 2,25                             | 0      | Nv  |  |  |  |
|                                      | Indépendants                                 | Indépendants                               | 42 333                           | 1,13                             | 0      | Nv  |  |  |  |
|                                      | Membres élus au scrutin indirect             | Membres élus au scrutin indirect           | Membres élus au scrutin indirect | Membres élus au scrutin indirect | 27     | Nv  |  |  |  |
|                                      |                                              |                                            |                                  |                                  |        |     |  |  |  |
| Votes valides                        | Votes valides                                | Votes valides                              | 3 760 602                        | 98,48                            |        |     |  |  |  |
| Votes blancs et nuls                 | Votes blancs et nuls                         | Votes blancs et nuls                       | 58 001                           | 1,52                             |        |     |  |  |  |
| Total                                | Total                                        | Total                                      | 3 818 603                        | 100                              | 80     | 10  |  |  |  |
| Abstentions                          | Abstentions                                  | Abstentions                                | 139 455                          | 3,52                             |        |     |  |  |  |
| Inscrits / participation             | Inscrits / participation                     | Inscrits / participation                   | 3 958 058                        | 96,48                            |        |     |  |  |  |